# Бодеаса (Бакау)
Бодеаса (рум. Bodeasa) насеље је у Румунији у округу Бакау у општини Деалу Мориј. Oпштина се налази на надморској висини од 188 m.

## Становништво
Према подацима из 2002. године у насељу је живело 74 становника, од којих су сви румунске националности.